# Kommutationsvinkel
Kommutationsvinkel är ett astronomiskt begrepp som avser skillnaden mellan en planets och jordens heliocentriska längder.